# Mario Ravagnan
Mario Ravagnan (né le 18 décembre 1930 à Padoue et mort le 13 décembre 2006 à Turin) est un sabreur italien.

## Biographie
Mario Ravagnan dispute deux éditions des Jeux olympiques. En 1960 à Rome, il est médaillé de bronze olympique de sabre par équipe avec Wladimiro Calarese, Pierluigi Chicca, Giampaolo Calanchini et Roberto Ferrari. Il est médaillé d'argent par équipe en 1964 à Tokyo (avec Wladimiro Calarese, Cesare Salvadori, Pierluigi Chicca et Giampaolo Calanchini).